# Premis ATV 1998
Els I Premis ATV corresponents a 1998 foren entregats per l'Acadèmia de les Ciències i les Arts de Televisió d'Espanya el 27 de febrer de 1999 en una gala celebrada al Palau de Congressos de Madrid. Fou presentada per Antonio Mercero, qui va obrir la gala amb uns versos de Joan Maragall, i Jesús Hermida.

## Guardonats
| Categoria                                       | Programa                                         | Persona                                          | Resultat   |
| ----------------------------------------------- | ------------------------------------------------ | ------------------------------------------------ | ---------- |
| Interpretació                                   | A las once en casa                               | Antonio Resines                                  | Guanyador  |
| Interpretació                                   | Hostal Royal Manzanares                          | Lina Morgan                                      | Nominada   |
| Interpretació                                   | La casa de los líos                              | Arturo Fernández                                 | Nominat    |
| Comunicador                                     | Caiga quien caiga                                | El Gran Wyoming                                  | Guanyador  |
| Direcció i/o realització                        | Entre naranjos                                   | Josefina Molina                                  | Guanyadora |
| Producció                                       | Equip de producció de Serveis Informatius de TVE | Equip de producció de Serveis Informatius de TVE | Guanyador  |
| Guió                                            | Luis Goytisolo                                   | Luis Goytisolo                                   | Guanyador  |
| Direcció Artística                              | Rafael Palmero                                   | Rafael Palmero                                   | Guanyador  |
| Fotografia i il·luminació                       | Valentín Álvarez                                 | Valentín Álvarez                                 | Guanyador  |
| Programa de Ficció                              | Periodistas                                      | Periodistas                                      | Guanyador  |
| Programa de Ficció                              | Hostal Royal Manzanares                          | Hostal Royal Manzanares                          | Nominat    |
| Programa de Ficció                              | A las once en casa                               | A las once en casa                               | Nominat    |
| Programa de Ficció                              | Entre naranjos                                   | Entre naranjos                                   | Nominat    |
| Programa d'entreteniment: varietats i concursos | Las noticias del guiñol                          | Las noticias del guiñol                          | Guanyador  |
| Programa d'entreteniment: varietats i concursos | ¿Qué apostamos?                                  | ¿Qué apostamos?                                  | Nominat    |
| Programa d'entreteniment: varietats i concursos | Saber y ganar                                    | Saber y ganar                                    | Nominat    |
| Programa d'entreteniment: Magazine, Talk show   | Caiga quien caiga                                | Caiga quien caiga                                | Guanyador  |
| Programa Informatiu                             | Informe semanal                                  | Informe semanal                                  | Guanyador  |
| Programa Infantil                               | Cyberclub                                        | Cyberclub                                        | Guanyador  |
| Programa Divulgatiu                             | Documentos TV                                    | Documentos TV                                    | Guanyador  |
| Programa Esportiu                               | El día después                                   | El día después                                   | Guanyador  |
| Premi Especial a tota una vida                  | Pedro Amalio López                               | Pedro Amalio López                               | Guanyador  |